# 昭和前期農政経済名著集
昭和前期農政経済名著集（しょうわぜんきのうせいけいざいめいちょしゅう）は、1978年から1981年にかけて農文協から刊行された農政学・農業経済学の叢書。全22巻。

## 概要
先行シリーズの『明治大正農政経済名著集』全24巻（1975年〜77年刊）に引き続き、近藤康男の責任編集により昭和時代前期（1945年以前）の農政学・農業経済学の名著を復刊し、各巻に解題を付して刊行した。第1回配本は1978年9月に刊行された第1巻『農村問題入門 窮乏の農村』で、最終回配本（1981年9月刊）の第2巻『農業経済論』まで、完結にまる3年を要した。なお、同じ農文協より解題論文のみをまとめた『農政経済の名著：昭和前期編』（上下）が1982年に刊行されている。

## 巻構成・内容
1. 農村問題入門 窮乏の農村：猪俣津南雄〈大内力：解題〉、1978年9月刊　ISBN 9784540780301
2. 農業経済論：近藤康男〈梶井功：解題〉、1981年9月刊　ISBN 9784540810343
3. 日本農業の展開過程：東畑精一〈土屋圭造：解題〉、1978年12月刊　ISBN 9784540780516
4. 農業問題と土地変革：平野義太郎〈上原信博：解題〉、1979年5月刊　ISBN 9784540790010
5. 日本農業論：戸田慎太郎〈常盤政治：解題〉、1980年7月刊　ISBN 9784540800191
6. 米と繭の経済構造：山田勝次郎 / 佐賀県農業論 佐賀県平坦地帯一農村の分析：田中定〈阪本楠彦・都留大治郎：解題〉、1978年10月刊
7. 日本農業の基礎構造：栗原百寿〈石渡貞雄：解題〉、1979年7月刊　ISBN 9784540790133
8. 農業土地政策論：沢村康〈田代隆：解題〉、1979年9月刊　ISBN 9784540790270
9. 日本農村人口論：渡辺信一〈小林謙一：解題〉、1980年3月刊　ISBN 9784540790904
10. 農民離村の実証的研究：野尻重雄〈久保田義喜：解題〉、1978年11月刊　ISBN 9784540780448
11. 日本農業の再編成：桜井武雄 / 農業生産の基本問題：川俣浩太郎〈村上保男・川俣英一：解題〉、1980年9月刊　ISBN 9784540800276
12. 米穀流通費用の研究：木村和三郎〈持田恵三：解題〉、1980年11月刊
13. 日本産業組合論：井上晴丸〈臼井晋：解題〉、1981年5月刊　ISBN 9784540810121
14. 農業金融論：小平権一〈加藤譲：解題〉、1981年7月刊
15. 農家負債と其整理：河田嗣郎・硲正夫〈南清彦：解題〉、1979年1月刊　ISBN 9784540780585
16. 農業生産費論考 農業簿記原理：大槻正男〈柏祐賢：解題〉、1979年2月刊　ISBN 9784540790218
17. 日本農業の機械化：吉岡金市〈吉岡金市：解題〉、1979年3月刊　ISBN 9784540780622
18. 農業経済地理：青鹿四郎〈錦織英夫：解題〉、1980年1月刊　ISBN 9784540790874
19. 畜産経済地理：宮坂梧朗〈桜井豊：解題〉、1980年5月刊　ISBN 9784540800030
20. 農村社会の研究：有賀喜左衞門〈米地実：解題〉、1981年1月刊
21. 入会権論：奈良正路〈宇佐美繁：解題〉、1981年3月刊　ISBN 9784540800535
22. 農民闘争の戦術・その躍進 農民組合入門：大西俊夫 / 日本に於ける農村問題：稲村隆一〈大島清：解題〉、1979年11月刊　ISBN 9784540790294

## 関連文献
- 阪本楠彦（編）『農政経済の名著：昭和前期編』（上） 農文協、1982年　ISBN 9784540820281
- 同『農政経済の名著：昭和前期編』（下） 農文協、1982年　ISBN 9784540820298